# Northern Premier League 2009-10
Sezóna 2009-2010 byla 42. ročník divize Northern Premier League Premier Division a třetí sezónu pro Northern Premier League Division One North and South. Díky sponzoru byla liga známá spíše jako Unibond Premier.

## Premier Division
Premier Division přivítala pro tento ročník sedm nových klubů:
- Burscough, sestoupil z Conference North
- Hucknall Town, sestoupil z Conference North
- King's Lynn, sestoupil z důvodu nesplnění kvalit stadionu z Conference North
- Durham City, postoupil z NPL Division One North
- Newcastle Blue Star, postoupil z play-off z NPL Division One North
- Retford United, postoupil z NPL Division One South
- Stocksbridge Park Steels, postoupil z play-off z NPL Division One South

### Ligová tabulka
| Poz. | Tým                       | Z  | V  | R  | P  | GV | GO  | Rozdíl | B   | Postup – sestup                                 |
| ---- | ------------------------- | -- | -- | -- | -- | -- | --- | ------ | --- | ----------------------------------------------- |
| 1    | Guiseley                  | 38 | 25 | 4  | 9  | 73 | 41  | +32    | 79  | Postup do Conference North                      |
| 2    | Bradford Park Avenue      | 38 | 24 | 6  | 8  | 94 | 51  | +43    | 78  | Kvalifikace do play-off                         |
| 3    | Boston United             | 38 | 23 | 8  | 7  | 90 | 34  | +56    | 77  | Kvalifikace do play-off (Postup)                |
| 4    | North Ferriby United      | 38 | 22 | 9  | 7  | 70 | 38  | +32    | 75  | Kvalifikace do play-off                         |
| 5    | Kendal Town               | 38 | 21 | 8  | 9  | 75 | 47  | +28    | 71  | Kvalifikace do play-off                         |
| 6    | Retford United            | 38 | 18 | 11 | 9  | 73 | 46  | +27    | 65  |                                                 |
| 7    | Matlock Town              | 38 | 17 | 9  | 12 | 72 | 49  | +23    | 60  |                                                 |
| 8    | Buxton                    | 38 | 16 | 12 | 10 | 66 | 43  | +23    | 60  |                                                 |
| 9    | Marine                    | 38 | 17 | 6  | 15 | 60 | 55  | +5     | 57  |                                                 |
| 10   | Nantwich Town             | 38 | 16 | 6  | 16 | 64 | 69  | −5     | 54  |                                                 |
| 11   | Stocksbridge Park Steels  | 38 | 15 | 7  | 16 | 80 | 68  | +12    | 52  |                                                 |
| 12   | Ashton United             | 38 | 15 | 6  | 17 | 48 | 63  | -15    | 51  |                                                 |
| 13   | F.C. United of Manchester | 38 | 13 | 8  | 17 | 62 | 65  | -3     | 47  |                                                 |
| 14   | Whitby Town               | 38 | 12 | 10 | 16 | 56 | 62  | −6     | 46  |                                                 |
| 15   | Frickley Athletic         | 38 | 12 | 9  | 17 | 50 | 66  | -16    | 45  |                                                 |
| 16   | Burscough                 | 38 | 13 | 5  | 20 | 55 | 65  | -10    | 44  |                                                 |
| 17   | Hucknall Town             | 38 | 12 | 8  | 18 | 65 | 81  | −16    | 44  |                                                 |
| 18   | Worksop Town              | 38 | 7  | 9  | 22 | 45 | 68  | −23    | 30  |                                                 |
| 19   | Ossett Town               | 38 | 6  | 7  | 25 | 46 | 92  | -46    | 25♥ |                                                 |
| 20   | Durham City               | 38 | 2  | 0  | 36 | 27 | 168 | −141   | 0♠  | Sestup do divize NPL Division One North & South |
| 21   | King's Lynn               | 0  | 0  | 0  | 0  | 0  | 0   | 0      | 0♣  | Klub zanikl                                     |
| 22   | Newcastle Blue Star       | 0  | 0  | 0  | 0  | 0  | 0   | 0      | 0♦  | Klub odstoupil                                  |

Legenda: Poz. – pozice, Z – zápasy, V – výhry, R – remízy, P – prohry, GV – góly vstřelené, GO – góly obdržené, B – body, ♥ – Ossett Town byl osvobozen od sestupu, ♠ – Durham City bylo odečteno 6 bodů za falšování registrace, hráč hrál pod jiným jménem, ♣ – Klub odstoupil dne 9. prosince 2009 a následně zanikl s bilancí V 8, R 6 a P 4. ♦ – Klub odstoupil před. začátkem soutěže.

### Play-off
|  | Semifinále | Semifinále           | Semifinále |  |  | Finále | Finále               | Finále |
|  |            |                      |            |  |  |        |                      |        |
|  | 2          | Bradford Park Avenue | 2          |  |  |        |                      |        |
|  | 5          | Kendal Town          | 1          |  |  |        |                      |        |
|  |            |                      |            |  |  | 2      | Bradford Park Avenue | 1      |
|  |            |                      |            |  |  | 3      | Boston United        | 2♦     |
|  | 3          | Boston United        | 2          |  |  |        |                      |        |
|  | 4          | North Ferriby United | 1          |  |  |        |                      |        |

♦ – po prodloužení